# David Upton
David Upton (* 30. Oktober 1988 in Sydney) ist ein ehemaliger australischer Eishockeyspieler, der zuletzt bis 2013 bei den Newcastle North Stars in der Australian Ice Hockey League unter Vertrag stand.

## Karriere
David Upton begann seine Karriere als Eishockeyspieler bei den Brisbane Blue Tongues, für die er 2005 in der Australian Ice Hockey League debütierte. Zur Spielzeit 2012 verließ er das inzwischen Gold Coast Blue Tongues genannte Team und schloss sich den Newcastle North Stars an, mit denen er in seiner ersten Saison zwar die Bauer Conference gewinnen konnte, jedoch das Playoff-Finale gegen Melbourne Ice, den Sieger der Easton Conference, mit 3:4 verlor. Nach der Saison 2013 beendete er seine Karriere.

### International
Für Australien nahm Upton im Juniorenbereich an den U20-Weltmeisterschaften 2006 und 2007 in der Division II teil. Im Seniorenbereich stand er im Aufgebot seines Landes bei den Weltmeisterschaften der Division I 2009 und der Division II 2011, als der Wiederaufstieg in die Division I gelang.

## Erfolge und Auszeichnungen
- 2011 Aufstieg in die Division I bei der Weltmeisterschaft der Division II, Gruppe A

## AIHL-Statistik
(Stand: Ende der Saison 2013)